# 千葉ありさ
千葉 ありさ（ちば　ありさ、1983年10月13日-）は、宮城県出身のタレント・モデル。アレンプロモーション所属（ビッグアップル→JMO→アレンプロモーション）。

## 人物
- 趣味：料理（栄養士免許所得）、ホラー映画研究、温泉巡り。
- 特技：書道（毛筆4段・硬筆2段）、ボウリング、一輪車。
- 兄が1人いる[1]。

## 出演

### ドラマ
- 人間の証明 第1話（フジテレビ・2004年）
- プライド　第3話 （フジテレビ・2004年）
- ラストクリスマス　第3話（フジテレビ・2004年）
- エンジン　最終話 カップル役（フジテレビ・2004年）
- anego（日本テレビ・2005年）
- スローダンス　店員役　（フジテレビ・2005年）
- リッチマン、プアウーマン　第6話　（フジテレビ・2012年）

### TV
- オールスター感謝祭'05春　（TBS・2005年）
- 脳内エステIQサプリ　（フジテレビ・2006年）
- Shall We･･･？～LOHASな夫婦～（BSフジ　2006年）
- シンデレラビューティー　（BS朝日　2006年）
- 超歴史ミステリーロマン・～大奥II～（テレビ東京　2006年）
- 全力坂「切り通しの坂」「松見坂」（テレビ朝日　2007年）
- 杉浦幸のぱちんこPARK（スカパー!218ch.ビクトリーチャンネル・2008年）
- 解禁!(秘)ストーリー 〜知られざる真実〜「高部知子篇」高部知子本人役（TBS・2011年）
- う・ら・ら（CC9ケーブルテレビジョン・2011年）

### 映画
- 4TEEN 女子高生役　2004年

### 雑誌
- 月刊日本カメラ（日本カメラ社） - '06年7月号、'07年5月号、'08年5月号
- メルちょゲッタ（キューブリック）'06年10月号
- ZENBI（全日本美容業生活衛生同業組合連合会） '06年7月号
- 月刊ザ・テレビジョン「別冊vol.15・Girlsコレクション2009下半期保存版モデル部門」（KADOKAWA）
- 東京ウォーカー（KADOKAWA/角川マーケティング）
- クーポンランドvol.83（サイファ）

### WEB
- NTT DoCoMo「海外地図アプリ」（2013年）
- マリアチャペル「マリベール柏」（2014年）

### スチール
- JR東日本パーソナルサービス　2007年3月～2010年3月
- 日刊ゲンダイ「@失礼します」 2008年9月3日発売　'08年9月月間ランキング1位　WEB動画掲載

### 会報誌
- BIGLOBE「サーイイサラ」'13年2月号